# Jimmy Millar
Jimmy Millar (Edimburgo, Escocia; 20 de noviembre de 1934-Leith, Escocia; 20 de octubre de 2022) fue un futbolista escocés que jugaba en la posición de delantero aunque su carrera la inició como centrocampista.

## Biografía
Jugó para Escocia en dos ocasiones en 1963 sin anotar goles, y también jugó con la selección de la liga escocesa de fútbol en cuatro ocasiones donde anotó tres goles.
Dirigió por única vez en su vida en la temporada 1969/70 al Raith Rovers FC antes de administrar un pub en Leith.
En 2017 su familia reveló que desde hacía diez años Millar padecía de demencia, condición que lo alejó del fútbol. Millar murió el 20 de octubre de 2022 a los 87 años.

## Salón de la fama
Miembro del Salón de la Fama del Rangers F.C..

## Clubes
| Periodo   | Club                    |
| --------- | ----------------------- |
| 1952–1955 | Dunfermline Athletic FC |
| 1955–1967 | Rangers FC              |
| 1967–1969 | Dundee United FC        |

## Palmarés

### Jugador
Rangers
- Scottish League championship (3): 1960–61, 1962–63, 1963–64
- Scottish Cup (5): 1959–60, 1961–62, 1962–63, 1963–64, 1965–66
- Scottish League Cup (3): 1960–61, 1961–62 , 1964–65
- Finalista de la UEFA Cup Winners' Cup 1960–61